# Mielosupresión
En biología y medicina, el término mielosupresión se utiliza para designar la anulación parcial o total en la función de la médula ósea. Es un efecto secundario frecuente de numerosos medicamentos empleados en el tratamiento del cáncer. La médula ósea se encuentra situada en el interior de los huesos y tiene la función de producir las células de la sangre, principalmente hematíes, leucocitos y plaquetas. Si se produce mielosupresión, el paciente tiene menor número de hematíes en sangre (anemia), menos leucocitos (leucopenia) lo que favorece las infecciones y menos plaquetas (plaquetopenia) lo que le hace estar predispuesto a presentar hemorragias. Esta situación recibe también el nombre de pancitopenia.

## Medicamentos
Entre los medicamentos empleados en el tratamiento del cáncer (citostáticos) que pueden causar mielosupresión se encuentran los siguientes:
- Antraciclinas
- Alcaloides de la vinca
- Antifolatos como el metotrexato
- Antipurinas como la mercaptopurina.
- Agentes alquilantes como el cisplatino
- Busulfán.
- Dacarbacina
- Inhibidores de la topoisomerasa I
- Mitramicina
- Mitomicina
- Mostazas nitrogenadas como la ciclofosfamida.
- Procarbacina